# Droit des étrangers en France
 (novembre 2022).
Améliorez-le ou discutez des points à vérifier. 
En France, le droit des étrangers constitue la réglementation qui organise non seulement l'entrée des ressortissants étrangers sur le territoire français, mais aussi leur séjour et leur sortie. Il a été codifié dans le code de l'entrée et du séjour des étrangers et du droit d'asile (CESEDA).
Le droit d'asile, considéré comme un droit fondamental garanti par la Convention de Genève, devrait être distingué du droit commun des étrangers (dans le sens où il dépend de l'Office français de protection des réfugiés et apatrides (OFPRA) et de la Cour nationale du droit d’asile (CNDA), tandis que le droit des étrangers dépend des juridictions administratives de droit commun). Cependant, le législateur a réuni ces deux droits au sein du CESEDA.
Dans le cadre légal européen, les citoyens de l'Union bénéficient de droits équivalents aux nationaux français, mais les tiers sont considérés étrangers, à l'exception des britanniques qui dans le cadre du Brexit ne sont soumis au droit de séjour qu'à partir du 1er janvier 2022.

## Introduction
Depuis la crise économique de 1973, la France a fermé ses portes à l'immigration aux fins d'emploi : en 1974, l'entrée sur le territoire a été rendue plus difficile. La même année, quatre énarques anonymes créent le Groupe d'information et de soutien des immigrés (GISTI), qui tient sa première permanence à la Cimade et dont le but sera de défendre les droits des étrangers.
La loi, par décret du 29 avril 1976, a autorisé le regroupement familial des étrangers travaillant en France.
Les ressortissants de pays européens bénéficient quant à eux d'une facilité d’entrée, liée au principe de libre circulation.
Depuis 2006, il devient à nouveau possible de faire appel à de la main-d'œuvre étrangère dans certains secteurs (hôtellerie-restauration, BTP, agents commerciaux, services de nettoyage, travailleurs saisonniers), même si ces emplois auraient pu être pourvus par des personnes déjà sur le territoire.

## Cadre juridique
Les principales règles figurent dans le CESEDA, issu d'une remise en forme de l’ordonnance de 1945 relative aux conditions d’entrée et de séjour des étrangers en France ; ce texte a été modifié de nombreuses fois. Le code du travail contient lui aussi un certain nombre de dispositions concernant le travail des migrants. Il existe en outre un ensemble de textes juridiques secondaires (décrets et arrêtés) et des circulaires, qui contiennent des instructions des ministères aux autorités locales. La France a conclu par ailleurs des accords bilatéraux avec des pays tiers.
Au niveau européen, le règlement no 574/99 du Conseil (règlement du 12 mars 1999) oblige à l’obtention d’un visa pour franchir les frontières extérieures à l'Union : il est donc nécessaire d’obtenir au minimum un visa « long séjour » (sollicité dans le pays d’origine du ressortissant étranger), afin de demander un titre de séjour en France, permettant de travailler.

## Entrée sur le territoire
La France exige en principe qu'un étranger soit muni d'un visa pour pouvoir entrer sur son territoire. Il existe des exceptions, notamment pour les ressortissants des pays de l'Union européenne ainsi que ceux avec lesquels la France a passé des accords internationaux.
Lorsque la France exige un visa et que l'étranger n'en a pas ou lorsqu'un visa n'est pas obligatoire mais que l'étranger constitue une menace pour l'ordre public ou fait l'objet d'une interdiction du territoire, il ne sera pas autorisé à pénétrer sur le territoire : en principe, il est simplement refoulé à la frontière. Toutefois, lorsque l'étranger arrive dans un État par avion ou par la mer, il est a priori déjà sur le territoire de l'État et il n'est pas toujours possible qu'il reparte immédiatement ; dans cette hypothèse, il peut être placé en zone d'attente où, après quatre jours, il peut voir un juge des libertés. Selon l'Association nationale d'assistance aux frontières pour les étrangers (Anafé), les migrants mineurs sont souvent refoulés durant cette période.
Le visa constitue uniquement une autorisation provisoire de séjour en France, pour une durée qui est généralement de 1 à 3 mois. Lorsqu'un étranger souhaite pouvoir rester plus longtemps, il doit obtenir un titre de séjour ou une carte de résident.

## Maintien sur le territoire français
À l'expiration de la durée de validité de son visa ou, pour les étrangers dispensés de visa, dans un délai de 3 mois, tout étranger non ressortissant de l'espace Schengen doit obtenir un document l'autorisant à rester sur le territoire français. À défaut, il est considéré comme étant en situation irrégulière.
Toutefois, la délivrance d'un titre de séjour ou d'une carte de résident sont soumis à conditions.

### Niveau de français
De nouvelles conditions ont été posées concernant l'entrée sur le territoire. La France semble s'inspirer des Pays-Bas, qui ont imposé récemment un test de langue obligatoire pour les étrangers voulant s'installer sur leur territoire. Les étrangers (hors UE) signent le contrat d'intégration républicaine (CIR) avec l'OFII après leur régularisation. Il s'agit de quatre jours de formation obligatoire sur les valeurs, l'histoire, la géographie de la France… Ils passent un test de niveau de français (oral et écrit) ; si leur niveau de français est inférieur à A1 (CECRL), ils bénéficient de cours de français (200, 400 ou 600 heures) en fonction de leur niveau de départ. 
Pour certains titres de séjour et pour la naturalisation, un niveau de français est demandé. Ce niveau est à justifier par un diplôme : le diplôme d'études en langue française (DELF), le test de connaissance du français (TCF) ou le DECL. Pour la carte de résident (10 ans) il faut justifier d'un niveau A2 et pour la nationalité B1 par exemple.

### Différents statuts de l'étranger
En France, un étranger peut rester sur le territoire au-delà de son visa, s'il a un titre de séjour ou un statut relevant du droit d'asile.

#### Titre de séjour
Il existe diverses cartes de séjour (par ordre de durée de séjour autorisée) :
- la carte de séjour temporaire, valable pour une durée maximale d'un an renouvelable, regroupe différents statuts (études, travail, vie privée et familiale…) ;
- la carte bleue de l'Union européenne, valable pour une durée de trois ans renouvelable ;
- la carte de séjour « compétences et talents », valable pour une durée de trois ans renouvelable ;
- la carte de résident, valable pour une durée de dix ans renouvelable ;
- la carte de séjour « retraité », d'une durée de dix ans renouvelable.

Les conditions d'octroi d'un titre de séjour varient selon le titre. Certains étrangers sont dispensés de titre de séjour. D'autres peuvent obtenir de plein droit un titre de séjour. D'autres encore ne se verront attribuer un titre de séjour que s'ils remplissent des conditions précises.
Le refus de délivrance ou de renouvellement d'un titre de séjour peut être contesté en exerçant un recours gracieux ou hiérarchique ou en saisissant le tribunal administratif. Le contentieux administratif concerne également les mesures d'éloignement. Par ailleurs, les juridictions pénales ont également à connaître de litiges liés au droit des étrangers, qu'il s'agisse de sanctionner l'étranger entré ou séjournant irrégulièrement en France ou un résident français qui aurait aidé un étranger à entrer sur le territoire français irrégulièrement.

#### Bénéficiaires du droit d'asile
Les livres VII et VIII du CESEDA prévoient par renvoi à la Convention de Genève que les étrangers qui « craignant avec raison d'être persécutée du fait de sa race, de sa religion, de sa nationalité, de son appartenance à un certain groupe social ou de ses opinions politiques, se trouve hors du pays dont elle a la nationalité et qui ne peut ou, du fait de cette crainte, ne veut se réclamer de la protection de ce pays » peuvent bénéficier d'un statut particulier leur permettant l'accès au droit d'asile en France. Différents statuts existent en fonction de la nature des persécutions subies et du contexte dans lequel ces persécutions ont eu lieu.
Liste des statuts relevant du droit d'asile en France :
- Le statut de réfugié relevant de l'asile conventionnel, accordée en première instance par l'OFPRA, qui permet l'obtention d'un titre de séjour de 10 ans renouvelable ;
- Le statut de réfugié relevant de l'asile constitutionnel, accordée en première instance par l'OFPRA, qui permet également l'obtention d'un titre de séjour de 10 ans renouvelable ;
- La protection subsidiaire (anciennement asile territorial), accordée en première instance par l'OFPRA, qui permet l'obtention d'un titre de séjour d'un an renouvelable à condition que les circonstances ayant justifié son attribution continuent d'exister ;
- La protection temporaire, accordée par les préfectures de police, et qui permet l'obtention d'un titre de séjour d'un an renouvelable dans une limite maximale de trois ans.

## Vie de l'étranger

### Travail
Les étrangers autorisés à entrer sur le territoire français ne peuvent pas tous y travailler. C'est notamment le cas des étrangers qui sont uniquement dotés d'un visa qui les autorise seulement à séjourner en France. En revanche, les étrangers titulaires d'un titre de séjour ou de résident peuvent en principe travailler. Depuis la loi du 26 novembre 2003 relative à la maîtrise de l'immigration, au séjour des étrangers en France et à la nationalité (dite loi Sarkozy), les étrangers n'ayant pas de permis de travail peuvent être poursuivis s'ils travaillent.

#### Professions fermées aux étrangers

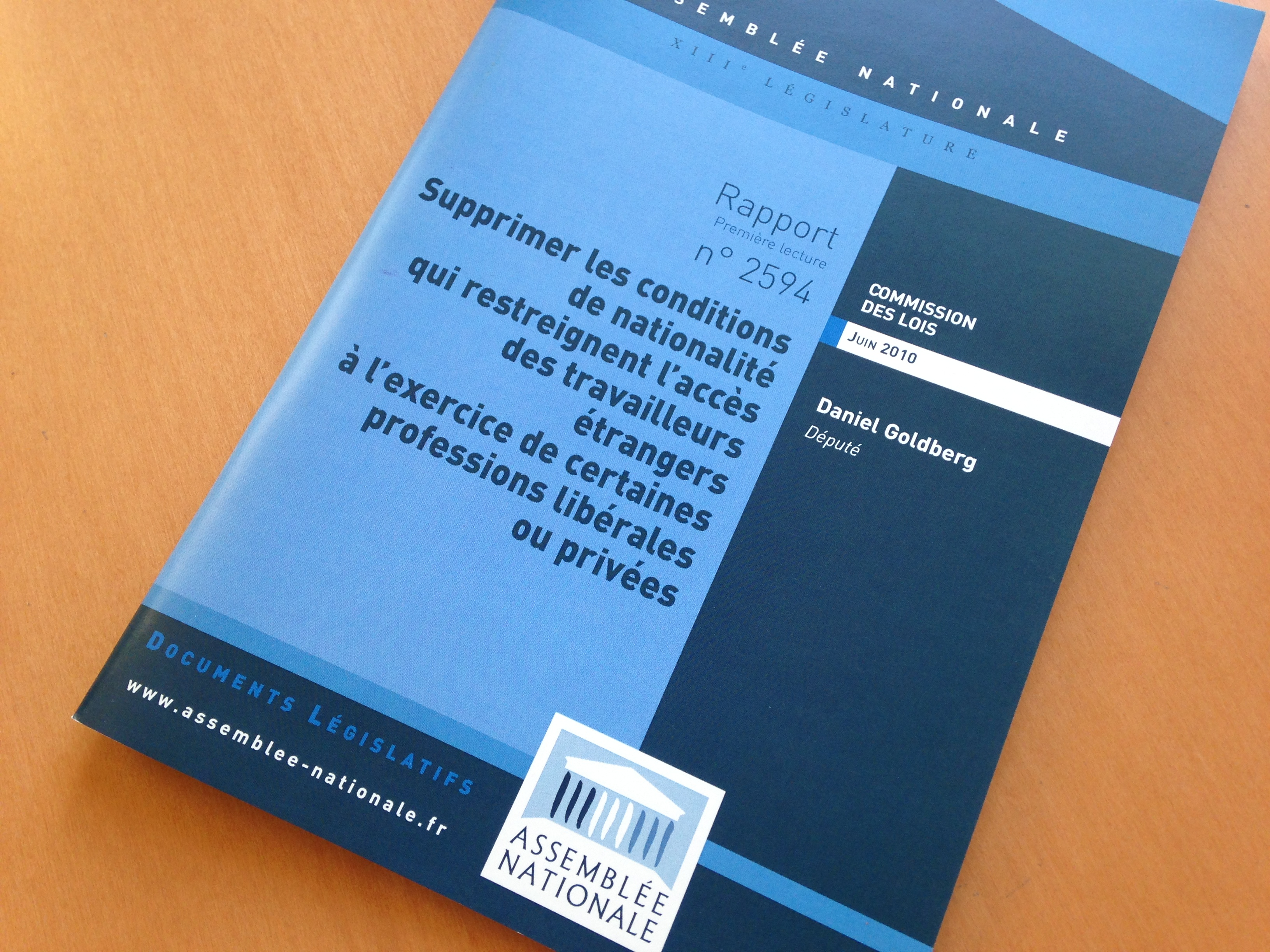
Rapport de la Commission des lois de Daniel Goldberg (juin 2010).

Même s'ils possèdent un titre les autorisant à rester en France, les étrangers (en particulier extra-communautaires) ne peuvent pas exercer certaines activités qui supposent soit d'avoir la nationalité française, soit d'avoir un diplôme français ou une autorisation spécifique (procédure d'équivalence des diplômes, validation des acquis professionnels, etc. ; les diplômes obtenus dans l'UE sont reconnus en France depuis les années 1970). La loi du 26 juillet 2005 (n°2005-843) a ouvert la fonction publique aux étrangers ressortissant d'un État membre de l'Union européenne, réservant aux nationaux les seuls postes « impliquant l’exercice de la souveraineté ou mettant en œuvre des prérogatives de la puissance publique (armée, police, magistrature, diplomatie et administration fiscale) ». Il n'en va pas de même pour les étrangers hors zone UE.
C'est notamment le cas :
- des professions réglementées (professions libérales notamment : en novembre 1999, un rapport incluait dans celles-ci « plus de 50 professions »[5], parmi lesquelles celles d'huissier de justice, de notaire, de personnel navigant professionnel, de directeur de publications de presse, de concessionnaires de services publics ; 35 professions sont soumises à une condition de nationalité communautaire, tels les vétérinaires, les directeurs de salles de spectacles, les débitants de tabac ou les dirigeants de régies, entreprises, associations ou établissements des services extérieurs des pompes funèbres, ainsi que la plupart des emplois relevant d’un Ordre professionnel dont notamment, les avocats, médecins, chirurgiens-dentistes, sages-femmes, experts-comptables, architectes, pharmaciens, et géomètres experts ; de même, les débitants de boisson, les dirigeants d’entreprises de surveillance, de transport de fonds, de protection des personnes, ou de gardiennage[5]).
- de la fonction publique de l'État (ne peuvent accéder à ces emplois qu'en tant qu'agent contractuel ou que vacataire, jamais en tant que titulaire ; la seule exception réside dans les postes d'enseignants-chercheurs, ouverts à tous depuis les lois de 1982 et de 1984[5]).

Selon la Halde (Haute autorité de lutte contre les discriminations et pour l'égalité), qui a critiqué cette fermeture de l'accès à l'emploi, près de 7 millions d'emplois, soit 30 % du total, sont fermés, complètement ou en partie, aux étrangers (dont 5,2 millions d’emplois dans la fonction publique, État, hospitalière et territoriale).
Un avis consultatif de la Halde du 1er décembre 2008 indiquait : « La fermeture de millions d’emplois aux ressortissants des pays tiers et les discriminations à l’embauche que cela engendre pour des centaines de milliers d’autres emplois explique en grande partie pourquoi les statistiques de l’INSEE nous signalent que les étrangers non européens sont, en France, deux fois plus victimes du chômage et de l’emploi précaire que les Français et les ressortissants européens. Ceci a pour conséquence un taux de chômage et de précarité très élevé dans les quartiers populaires, où sont concentrés la majeure partie des étrangers non européens ».
Au niveau européen, la directive 2003/109/CE sur le statut des ressortissants de pays tiers résidents de longue durée (définis comme résidant depuis plus de 5 ans) accorde en principe le droit à l'égalité dans l'accès à l'emploi pour ces derniers, mais admet aussi des dérogations nationales (art. 11-3). De plus, l’État français n'a pas transposé en droit interne ce principe d'égalité, malgré l'expiration du délai de transposition en 2006.

#### Exercice d’une activité salariée
En France, un titre de séjour en cours de validité est nécessaire pour être autorisé à travailler. Trois catégories de cartes existent, en fonction de la situation du ressortissant étranger. Ces titres confèrent des droits particuliers et chacun confère un statut qui lui est propre. Parallèlement à ces principales catégories, il existe d'autres groupes spécifiques de migrants, susceptibles d'accéder au marché de l'emploi français, bien que de façon limitée.

##### Trois principales catégories

###### Carte de séjour temporaire
La première catégorie concerne les personnes en possession d'un permis de séjour temporaire et fait référence au travail employé ou salarié (dit carte de séjour temporaire (CST) « salarié»). Ce permis donne accès au marché de l'emploi. Ainsi, peuvent travailler les bénéficiaires d’une CST ayant pour mention « Salarié », « Travailleur temporaire », « Étudiant », « Scientifique », « Profession artistique et culturelle » (permis de séjour temporaire délivré pour une activité précise) ou la mention d’une profession non salariée (« Commerçant », « Artisan », « Exploitant agricole », etc.).
La CST « Étudiant » emporte un statut encore plus limité, puisque cette autorisation n'est accordée que pour l'emploi spécifié sur la carte et pour un employeur précis, pour un travail à temps partiel seulement. Un « Étudiant » bénéficiant de cette carte peut contribuer pendant plusieurs années au budget de l'État (via le payement des Impôts directs et indirects), sans avoir accès en contrepartie au système de Sécurité Sociale.
Le permis de séjour temporaire peut aussi être délivré dans le cadre du regroupement familial, en raison de la durée de séjour ou de motifs de santé (carte de séjour temporaire «vie privée et familiale»). Sa durée de validité est d'un an, il est renouvelable et donne automatiquement accès au marché de l'emploi. Les groupes de migrants pouvant bénéficier de ce permis sont répertoriés dans le code de l'entrée et du séjour des étrangers et du droit d'asile (CESEDA). Il s’agit entre autres du conjoint étranger qui peut se prévaloir du regroupement familial. Les enfants mineurs n'obtiennent pas de titre de séjour, mais un Document de circulation pour étranger mineur (DCEM). De surcroît, peuvent eux aussi bénéficier de ce statut même s’ils ne relèvent pas des règles relatives au regroupement familial, les migrants dans l'incapacité de quitter la France pour des raisons familiales ou de santé.

###### Carte de résident
La deuxième catégorie concerne les migrants disposant d'un permis de séjour sûr ou de longue durée (carte de résident), d'une validité de dix ans avec possibilité de renouvellement et donnant libre accès au marché de l'emploi. Ce permis est délivré à des groupes spécifiques de migrants en situation régulière, sur la base de leurs liens familiaux et personnels et de la durée de leur séjour en France. Ce sont notamment : les enfants étrangers à charge (de moins de 21 ans) d'un ressortissant français ainsi que les ascendants à charge du ressortissant français et de son conjoint ; le conjoint d'un ressortissant français ; le parent étranger d'un enfant mineur ressortissant français ; ainsi que les personnes en possession d'un permis de séjour temporaire depuis cinq ans (sauf s'ils étaient étudiants durant cette période). Les étrangers disposant d'un permis de séjour temporaire, accordé pour des raisons personnelles ou familiales, et relevant d'un des deux groupes précédents ou en mesure de prouver qu'ils ont bénéficié de ce permis durant cinq ans peuvent également prétendre à un permis de séjour sûr ou de longue durée.

###### L’autorisation provisoire de travail
La troisième catégorie est celle des travailleurs migrants incapables de satisfaire aux conditions d'obtention d'un permis de séjour temporaire pour raison de travail salarié, mais en mesure d'obtenir une autorisation temporaire de travail avec un employeur particulier et pour une durée limitée (Autorisation provisoire de travail - APT). Ces travailleurs bénéficient d'un permis de séjour temporaire baptisé carte de séjour «travailleur temporaire».
Toutes les modifications de l’ordonnance intervenues notamment depuis 1980 ont donné lieu à de vifs débats parlementaires. Elles rendent souvent plus contraignantes les conditions d’accès au territoire, à la fois du point de vue des documents à fournir, des modalités d’obtention de certains documents, de l’octroi des visas ou fixent des règles spécifiques pour l’accueil de certaines catégories d’étrangers (les étudiants, les chercheurs…). Elles concernent aussi les conditions du séjour (permettant ou non l’accès au travail par exemple, modifiant les conditions de renouvellement des titres de séjour) .
Le nombre de bénéficiaires d’une autorisation provisoire de travail tend à plafonner depuis quatre ans avec des effectifs très proches de 10 000 personnes[réf. nécessaire]. Sur les dix dernières années, les ressortissants américains, d’Amérique du Nord pour la plupart, représentent le plus fort contingent (près de la moitié des bénéficiaires en 2006). Les Africains, pour la plupart maghrébins, ont paru marquer le pas devant les Asiatiques et les Européens, jusqu’à une diminution sensible de l’effectif de ces derniers depuis 2004[réf. nécessaire].

##### Exceptions (Algérie et Tunisie)
Le CESEDA est donc le texte de droit commun et la philosophie de celui-ci est d’organiser la mobilité des travailleurs et des membres de leurs familles, de fixer les conditions de leur séjour et d’éloigner ceux qui sont considérés comme résidant de façon irrégulière sur le territoire. Mais ce texte ne s’applique pas à tous les étrangers en France. En effet, les ressortissants de certaines anciennes possessions françaises sont régis par des conventions bilatérales passées entre la France et ces États, même si ces statuts spéciaux ont progressivement été alignés sur le droit commun. Les ressortissants algériens et tunisiens restent soumis, aujourd’hui, à un régime nettement dérogatoire.
La France et l’Algérie ont signé le 11 juillet 2001 un troisième avenant à leur accord de 1968 (accord franco-algérien du 27 décembre 1968, négocié du côté algérien par Abdelaziz Bouteflika) qui définissait les conditions de circulation, d’emploi et de séjour des ressortissants algériens et de leurs familles.
L’accord de 1968 était devenu moins avantageux, puis défavorable, au fur et à mesure que, ces dernières années, les droits des étrangers avaient été aménagés.
En effet, l’accord bilatéral de 1968 avait supprimé la libre circulation instaurée par les accords d'Évian de 1962. Mais il prolongeait un régime dérogatoire avantageux pour les Algériens (la France des Trente Glorieuses manquait alors de main-d’œuvre). Le préambule du texte énonce que la France est « consciente de la nécessité de maintenir un courant régulier de travailleurs entre l’Algérie et la France » et même « animée du désir d’améliorer les conditions de vie » de ces derniers. Cependant, au fil des ans, le droit des étrangers a évolué sans que les ressortissants algériens puissent en profiter. Avec le vote de la loi Reseda (Loi n° 98-349 du 11 mai 1998 relative à l'entrée et au séjour des étrangers en France et au droit d'asile, dite « loi Chevènement »), qui a créé de nouvelles voies d’obtention de titres de séjour (les cartes de séjour « étudiant », « chercheurs »… offrant des facilités d’entrée), le statut des Algériens était alors devenu pénalisant.
Depuis la signature le 11 juillet 2001 de cet avenant à l’accord de 1968, le statut des Algériens en France a été partiellement aligné sur celui des autres étrangers. Certaines distinctions subsistent toutefois. Ainsi, le conjoint non résident ne bénéficie pas de l'octroi automatique d'une carte de résidence « retraités ». Les femmes détenant un certificat de résidence « vie privée et familiale » (lequel est délivré de plein droit en cas de mariage avec un Français) peuvent être éloignées du territoire français si elles ne vivent plus en couple, même en cas de violences conjugales (dérogation à l'art. 314-5-1 du CESEDA).
Les Tunisiens, tout comme les Algériens, ne bénéficient pas non plus de l'art. 40 de la loi du 20 novembre 2007, qui permet à des étrangers (hors zone UE) de bénéficier d'une carte de séjour « salarié » s'ils sont dotés de « compétences professionnelles très recherchées ».

#### Exercice d’une activité non salariée
- professions réglementées
- activités temporaires et occasionnelles

### Protection sociale
Les étrangers régulièrement employés en France bénéficient de droits sociaux proches mais inférieurs à ceux réservés aux Français, notamment pour les étrangers non ressortissants des États membres de l'Union européenne et de l'espace économique européen.
- Les détenteurs de la carte de séjour temporaire « étudiant » par exemple, ne peuvent prétendre aux services de la sécurité sociale. Ainsi, même si le droit de travail leur est accordé sous conditions, ils ne peuvent prétendre aux indemnités de chômage.
- Le RSA n'est accordé que si un ensemble de conditions sont réunies. Les principales sont les suivantes[13] :
  - être bénéficiaire d'une carte de résident ou d'une carte de séjour temporaire professionnelle, ou d'une carte de séjour « vie privée et familiale ».
  - avoir vécu légalement et payé des impôts (directs ou indirects) en France pendant au moins cinq ans.

## Éloignement du territoire
Lorsqu'un étranger, autre que les ressortissants des États de la Communauté européenne, entre ou séjourne sur le territoire français sans en avoir l'autorisation, il peut faire l'objet d'une mesure d'éloignement visant à ce qu'il quitte le territoire de cet État, si sa situation n'est pas « régularisable », notamment au regard de critères dits « supérieurs » tels que la vie familiale par exemple.
Il existe plusieurs types de mesures d'éloignement, par exemple :
- la reconduite à la frontière de son pays qui peut nécessiter des mesures de contraintes ;
- l’expulsion, qui constitue une décision obligeant tout étranger disposant d'un titre de séjour à quitter le territoire d'un État parce que son comportement constitue une atteinte à l'ordre public ;
- l'extradition, qui est une mesure spécifique visant à ce qu'une personne suspectée par un autre État d'y avoir commis un crime lui soit livré, quand bien même elle résiderait en France de façon légale, afin qu'elle puisse y être jugée. Les pays n'extradent jamais leurs propres ressortissants. Il ne peut y avoir extradition que si les deux États ont conclu un accord d'extradition entre eux.

Lorsqu'il est impossible d’exécuter immédiatement une mesure d’éloignement du territoire, l'étranger concerné peut être assigné à résidence ou placé dans un centre de rétention.
Des circulaires ministérielles précisent les conditions d'interpellation de personnes « soupçonnées » d'être en infraction à la législation sur le séjour des étrangers. En théorie, les contrôles d'identité ne peuvent se faire sur le seul fondement de l'apparence, ni non plus sur le seul fait de parler une langue étrangère. Un contrôle jugé irrégulier par le juge judiciaire conduit à l'annulation de toute la procédure.
La circulaire du 21 février 2006 sur les conditions d'interpellation d'un étranger en situation irrégulière, signée par Nicolas Sarkozy, alors ministre de l'Intérieur et Pascal Clément, alors garde des Sceaux, précisait les conditions d'interpellation des étrangers dans les préfectures de police, dans les domiciles (l'interpellation ne peut légalement avoir lieu si la personne refuse d'ouvrir la porte), dans les foyers de travailleurs migrants, les résidences sociales, les centres d’hébergement et de réinsertion sociale (CHRS) et les centres d’accueil pour demandeurs d’asile (CADA), préconisant aussi d'« organiser des opérations de contrôles ciblées, par exemple à proximité des logements foyers et des centres d’hébergement ou dans des quartiers connus pour abriter des personnes en situation irrégulière ».

## Étranger et nationalité
Dans certaines conditions, certains étrangers peuvent obtenir la nationalité française.

## Évolutions législatives en cours
À l'automne 2022, le gouvernement confirme son annonce du début de l'été d'un projet de loi sur l'asile et l'immigration.

#### Droit des étrangers dans le monde
- Droit des étrangers en France
  - Code de l'entrée et du séjour des étrangers et du droit d'asile
  - Chronologie des réformes du droit des étrangers en France
- Droit des étrangers en Belgique
- Droit des étrangers aux États-Unis
- Droit des étrangers dans l'Union européenne
- Loi du 15 juillet 1893 sur l'assistance médicale (art. 1er concernant l'assistance des étrangers malades)